# Le Journal de Meg
Le Journal de Meg (Doctor's Diary - Männer sind die beste Medizin) est une série télévisée allemande en 24 épisodes de 45 minutes créée par Bora Dağtekin et diffusée entre le 23 juin 2008 et le 14 février 2011 sur RTL.
Au Québec la série est diffusée depuis le 31 août 2010 sur Séries+, et en France, depuis le 8 juin 2011 sur TF1 et rediffusée dès le 31 mars 2013 sur HD1.

## Synopsis
Mélange entre Grey's Anatomy et Le Journal de Bridget Jones, cette série parle de Meg, qui décide de travailler à l'hôpital de son père à la suite d'une rupture douloureuse. Elle retrouve à l'hôpital le docteur Meier, son amour d'enfance qui fait toujours battre son cœur, et le docteur Kaan, qui ne la laisse pas indifférente.

## Distribution

### Acteurs principaux
- Diana Amft (VFB : Micheline Tziamalis) : Dr Margarete « Gretchen » / Meg (en VF) Haase
- Florian David Fitz (VFB : Alexandre Crépet) : Dr Marc Olivier Meier
- Kai Schumann (VFB : Sébastien Hébrant) : Dr Mehdi Kaan
- Peter Prager (de) (VFB : Jean-Michel Vovk) : Dr Frank Haase
- Laura Osswald (VF : Chloé Berthier) : Gabi Kragenow (23 épisodes)
- Ursela Monn (de) (VFB : Francine Laffineuse) : Bärbel Haase
- Annette Strasser (de) : Sabine Vogler

### Acteurs récurrents
- Julia Koschitz : Dr Maria Hassmann
- Zsá Zsá Inci Bürkle : Margarete « Gretchen » (en VO) / Meg (en VF) Haase jeune
- Antoine Brison (de) et Lucas Reiber : Marc Olivier Meier jeune
- Fabian Oscar Wien (de) (VFB : Christophe Hespel) : Jochen Haase (saisons 1-2)
- Chantal Hourticolon (de) : Lilly Kaan (saisons 1-2)
- Adele Neuhauser : Elke Fisher (9 épisodes)
- Bo Hansen : Dr Gordon Tolkien (11 épisodes)
- Hannah Schröder (de) : Anna Kaan (5 épisodes, saison 1)
- Dominic Boeer (de) : Brad Hollister (saisons 1 et 3)
- Elyas M'Barek (VF : Pierre Lognay) : Dr Maurice Knechtelsdorfer  (saisons 2-3)
- Steffen Groth (de) : Frank Muffke / Alexis von Buren (saisons 2-3)
- Paula Schramm : Lissi von Buren (saisons 2-3)
- Roberto Guerra : Eric (saison 2)
- Bärbel Schleker : Madame Nettelsbacher (saison 2)
- Nina Vorbrodt (de) : Stefanie Brinkmann (saison 3)
- Cristina do Rego : Sœur Ingeborg (saisons 2-3)
- Valerie Niehaus : Dr Gina « Gigi » Amsel (saisons 2-3)
- Ingrid van Bergen : Mechthild von Buren (saisons 2-3)
- Marc Benjamin Puch (de) : Dr Günni Gümmersbach (saison 3)

### Invités
- Maria Ehrich : Peggy (saison 3, épisodes 1, 2 et 3)
- Arnel Taci : Kalle (saison 2, épisodes 6 et 7)
- Irm Hermann : Madame Vögler (saison 3)
- Pegah Ferydoni (VF : Sophie Landresse) : Anita (saison 1, épisode 6)
- Christian Näthe (de) : Fritz (saison 3)
- Frederick Lau : Jonas (saison 2, épisode 4)
- Nora Tschirner : Mitzi Knechtelsdorfer (saison 3, épisode 2)
- Simon Verhoeven (de) : Dr Sandström (saison 1, épisode 3)
- Angela Finger-Erben (de) : Angela Finger-Erben (saison 3)
- Günther Jauch : Günther Jauch (saison 3, épisode 6)
- Josefine Preuß (VF : Mélanie Dermont) : Silvi Brotschneider (saison 3, épisode 5)

 Source et légende : version française (VF) sur RS Doublage et DSD

## Épisodes

### Première saison (2008)
1. Une page se tourne (Männer sind Schweine!)
2. Rendez-vous sur ordonnance (Hilfe, ich brauche ein Date!)
3. La Pilule miracle (Bin ich fett?)
4. Ménages à trois (Marc will Sex)
5. Un brun mystérieux (Dr. Kaan ist doch süß!)
6. La Valse des sentiments (Frauen auf dem Ärzteball)
7. Le Miracle de la vie (Nonnen sind auch nur Frauen)
8. Il était une fois… (Brauche dringend Happy End)

### Deuxième saison (2009)
1. Jamais deux sans trois - partie 1 (Hurra - Endlich wieder Liebeskummer)
2. Jamais deux sans trois - partie 2 (Einmal - Cinderella und zurück)
3. Elle l'aime, lui non plus (Yippie - Noch mehr Arsch, noch weniger Sex)
4. Chantage au mariage (Na toll - Ohne Marc ist alles doof!)
5. La Compétition (Huch - Wachse über mich hinaus!)
6. L'Amant qui venait du froid (Sauerei - Millionär will mein Herz stehlen)
7. Viva Las Vegas ! (Romantisch - Drei Männer auf Haasenjagd)
8. Les Jeux de l'amour… (Ja ich will - Aber wer will mich?)

### Troisième saison (2011)
1. Drôle de nuit de noces… (1) (Skandal! Hochzeitsnacht zu dritt, Teil 1)
2. Drôle de nuit de noces… (2) (Skandal! Hochzeitsnacht zu dritt, Teil 2)
3. Les Goûts et les couleurs! (Oh Gott! Mein Mann hat mich nackt gesehen!)
4. Quand le rêve tourne au cauchemar (Mist! Wieder einen Frosch erwischt!)
5. À la rescousse (Oh Je! Dein Ex auf Wein, das lass sein!)
6. Le cœur a ses raisons (Autsch! Sturz von der Karriereleiter)
7. Un si joli couple (Endlich! Ein Kind von Marc!)
8. Le Grand Départ ! (Herr Ober! Mein Happy End ist kalt!)